# Migueláñez
Migueláñez è un comune spagnolo di 168 abitanti situato nella comunità autonoma di Castiglia e León.